# 有机硫化学
有机硫化合物（organosulfur compounds）指含有硫元素的有机化合物，有机硫化学即是研究有机硫化合物的有机化学分支。有机硫化合物广泛存在于自然界中，具有特征性的令人讨厌的气味（例如大蒜素），但少数也带甜味（例如糖精）。很多化石燃料，如煤、天然气、石油中，都含有一定数量的有机硫化合物，燃烧时会释放出有毒的二氧化硫气体。为避免污染，脱硫已成为石油炼制中很重要的一个环节。
按质量计，人体中硫元素占0.25%， 绝大多数以有机硫化合物的形式存在。20种常见氨基酸中，也有两种含有硫元素，分别是半胱氨酸和甲硫氨酸；抗生素青霉素和磺胺类药物也都是有机硫化合物。
硫与氧，硒和碲共享氧族元素，和它被预计有机硫化合物与碳-氧，碳-硒，和碳-碲化合物具有相似性。
用于检测硫化合物的经典化学试验是Carius卤素法。
硫属于氧族元素，硫和氧具有相似的价电子层结构，有机硫化合物在某些程度上与有机含氧化合物有些相似，例如它们都可生成醇／硫醇、醚／硫醚等。但和氧原子相比，硫是第三周期元素，原子半径较大，电负性较小，且3d轨道也可以成键。因此，硫原子还可以形成一系列常见的四价及六价有机硫化合物，如亚砜、砜、亚磺酸和磺酸。它们都不存在对应的含氧化合物。

## 分类
有机硫化合物可根据硫原子的价数、配位数或氧化数来进行分类。下面列出的是按价数分类的有机硫化合物种类：
| 二价硫化合物（-S-、=S）： - 硫醇、硫酚：R-SH - 硫醇盐、硫酚盐：R-S− - 硫醚：R-S-R - 二硫化物、多硫化物：R-S-S-R - 硫醛、硫酮：R-C(=S)-R - 硫代羧酸： - 硫代羧-S-酸：R-C(=O)-SH - 硫代羧-O-酸：R-C(=S)-OH - 二硫代酸：R-C(=S)-SH - 硫脲、硫代脒 - 含硫杂环化合物 - 次磺酸及衍生物：（R-S-OH） - 硫氰酸酯：R-SCN | 四价硫化合物： - 亚砜：R-S(=O)-R - 亚磺酸及衍生物：R-S(=O)-OH - 锍化合物：R3S+X− - 硫亚胺、硫肟 - 硫烷：假想的SH4的衍生物 - 硫叶立德 - 亚硫酸衍生物 | 六价硫化合物： - 砜：R-S(=O)2-R - 磺酸及衍生物：R-S(=O)2-OH - 磺内酯、磺内酰胺 - 硫酸酯 |

## 例子

### 硫醇
硫醇是一类通式为R-SH的化合物，其中-SH称巯基。低级的硫醇有强烈且令人讨厌的气味，但臭味随碳数增多而减弱，高级硫醇具有令人愉快的气味。它们是醇的含硫对应化合物，但相比之下，硫醇的酸性和亲核性更强，更易被氧化。在空气、碘、氧化铁、二氧化锰等弱氧化剂作用下，硫醇氧化得到二硫化物：
2R-SH -[O]→ R-S-S-R + H2O
金属锂在液氨中，以及氢化铝锂或锌加酸都可使二硫化物还原为硫醇／硫酚。硫醇与二硫化物互相转化的氧化还原反应是生物体内常见现象之一，半胱氨酸经氧化转化为胱氨酸即是一例。二硫化物中含有的二硫键（-S-S-）是维持蛋白质空间结构的重要化学键之一。
强氧化剂（如高锰酸钾、硝酸、高碘酸）作用下，硫醇氧化经过中间产物次磺酸、亚磺酸，最终得到磺酸。催化加氢条件下，硫醇失硫生成相应的烃。工业上，因为硫会使一般的催化剂（如雷尼镍）中毒，这一步脱硫常在二硫化钼或二硫化钨等含硫催化剂的作用下进行，一个例子是由噻吩催化加氢制取四氢噻吩。
硫醇与羧酸反应成硫醇酯，与醛生成缩硫醛，与酮生成缩硫酮。后两个反应一般用于羰基的保护，保护基缩硫醛／酮具有特殊有用的极性翻转性质。

### 硫醚
硫醚是一类通式为R-S-R的化合物。相比醚，硫醚中的C-S键键能较低，容易断裂，有时可以形成稳定的含硫自由基。硫原子含有两对孤对电子，具亲核性和碱性，可与浓硫酸或卤代烷成锍盐。锍盐经氢氧化银和水作用转化为氢氧化三烷基锍，有强碱性，加热分解为硫醚和烯烃。
硫醚也可被多种氧化剂（如过氧化氢）氧化，中间产物是亚砜，最终产物是砜。高碘酸和间氯过氧苯甲酸可使氧化反应停留在亚砜的阶段。此外，催化加氢也可使硫醚中的C-S键断裂，生成烷烃。

### 亚砜、砜
亚砜和砜是通式分别为R-S(=O)-R和R-S(=O)2-R的化合物。硫原子为sp3杂化态，S=O键为强极性键，硫带部分正电荷，氧带部分负电荷，具亲核性。α-氢具酸性。两个烃基不同的亚砜有手性，有些可以被拆分出来。
亚砜很容易被氧化剂（例如过氧乙酸、四氧化二氮、高碘酸钠、间氯过氧苯甲酸等）氧化为砜，被还原则得到硫醚。它也有弱碱性，可与强酸成盐。

### 磺酸、亚磺酸
磺酸和亚磺酸是通式分别为R-S(=O)2-OH和R-S(=O)-OH的化合物。磺酸为强酸，可以和金属氢氧化物反应生成稳定的盐，烃基芳香磺酸盐常用作洗涤剂。其衍生物包括磺酰氯、磺酸酯和磺酰胺，都是很重要的产物：磺酰氯如对甲苯磺酰氯，是有机合成中常用的试剂；磺酸酯中的磺酰氧基是很好的离去基团；磺酰胺衍生物中有很多则是重要的消炎药物，如磺胺类的磺胺嘧啶、磺胺胍等等。
亚磺酸具有中等的酸性，可被空气氧化为磺酸，被锌和盐酸还原为硫醇，与卤代烷生成砜。它们由格氏试剂与二氧化硫反应制备。

### 硫叶立德
硫叶立德是一类通式为R2S+-−CR2的化合物，最常见的是亚甲基硫叶立德。它们由锍盐在碱作用下失去HX而得到，属于较稳定的两性离子型化合物，碳带负电荷，有较强的亲核性。硫叶立德是比较常用的有机合成试剂，它们与醛、酮、α,β-不饱和醛酮反应生成环氧乙烷衍生物，与双键碳原子上连有酯基、硝基、氰基等吸电子基的烯烃反应生成环丙烷的衍生物。

### 硫烷、高价硫烷
硫烷和高价硫烷通式为SR4及SR6，母体SH4、SH6在理论上是存在的，但极为不稳定。1990年时制得了同族的碲的六甲基化合物（Te(Me)6），用的是二氟化氙与Te(Me)2F2反应，再用二乙基锌处理。类似的SMe6据计算是稳定的，但尚未制得。
硫烷类型的四价有机硫化合物稳定性不高，最常用的是二乙氨基三氟化硫（DAST）。它是常用的氟化试剂，可作四氟化硫的替代品，与醇、醛和酮反应时，氧原子变为氟，得到有机氟化合物。
首个不含其他杂原子的高价硫烷于2006年制得，其中的硫原子与两个联苯配体及两个顺式甲基相连。它是由二联苯硫(IV)作原料，使其与二氟化氙／三氟化硼在乙腈中反应，而后用丁基锂在四氢呋喃中处理得到。C-S键长在189-193pm之间，硫为变形八面体结构。

## 合成
有机硫化合物中的硫原子可以通过多种方法引入，常见的途径包括：
- 以硫氢化钠中的硫氢根离子（HS−）作亲核试剂，通过双分子亲核取代反应合成硫醇。硫醇可作其他有机硫化合物的合成原料，比如它在碱性条件下转化为硫醇负离子，与卤代烃反应，便可引入另一个烷基，得到硫醚；
- 劳氏试剂与羰基化合物反应，将其转化为硫羰基化合物。用此方法，醛酮转化为硫醛／硫酮，酰胺转化为硫代酰胺，1,4-二羰基化合物环合生成噻吩环，等等；
- 用十硫化四磷、硫化氢或其他硫化物将原料中的氧转化为硫，依此，酰胺／腈和酮可分别被转化为硫代酰胺和硫酮。用十硫化四磷在加温下与1,4-二羰基化合物反应，环化制得噻吩类化合物，称为帕尔－克诺尔合成（Paal-Knorr合成）：

- 六甲基二硅硫烷与含氧或氯的有机物反应，借助硅元素对这两种元素的亲合力，将原料转化为相应的含硫有机化合物。六甲基二硅硫烷由硫化钠与三甲基氯硅烷反应制备；
- 通过二硫化碳引入硫原子，同时增加一个碳，例如用醇和二硫化碳制备黄原酸酯；
- 用硫氰酸钾或硫氰酸铵与RX（X为较好的离去基团）反应，制得硫氰酸酯及异硫氰酸酯。